# Мориси
Стивън Патрик Мориси (на английски: Steven Patrick Morrissey), известен и само с фамилното си име Мориси, е английски певец и поет.
Завоюва слава през 1980-те години като член на известнат британска рок група „Смитс“. След разпадането ѝ Мориси стартира солова кариера, в рамките на която стига Топ 10 на Британската класация за сингли 10 пъти. Първият му албум Viva Hate влиза в Британската класация за албуми под № 1 през 1988 г. От него е песента „Interlude“ – дует със Siouxsie, която по онова време е звезда.
Признат като важен новатор в областта на инди музиката, той е определен от списание НМЕ като „Един от най-влиятелните творци, живели някога“. „Индипендънт“ казва: „Преди да постигнат статута на икона, който той има, повечето поп звезди първо трябва да умрат“. През 2004 г. „Пичфорк Медия“ го нарича „една от най-важните фигури в Западната популярна култура за последните 20 години“.
Текстовете на Мориси са окачествявани като „драматични, мрачни и особени импресии за обречени взаимоотношения, безлюдни нощни клубове, бремето на миналото и затвора, в който се е превърнал домът“. Освен всичко друго, той има особен баритон (макар да използва понякога и фалцет), фризура и динамични концертни изпълнения. Пред медиите изказва прями и често полемични мнения, които му носят много критика. Дава подкрепа на вегетарианството и правата на животните. В своята автобиография се самоопределя като защитник на животните.

## Дискография
Солови албуми
- Viva Hate (1988)
- Kill Uncle (1991)
- Your Arsenal (1992)
- Vauxhall and I (1994)
- Southpaw Grammar (1995)
- Maladjusted (1997)
- You Are the Quarry (2004)
- Ringleader of the Tormentors (2006)
- Years of Refusal (2009)
- World Peace Is None of Your Business (2014)
- Low in High School (2017)
- California Son (2019)
- I Am Not a Dog on a Chain (2020)